# Collegium Musicum Zürich
Das Collegium Musicum Zürich (CMZ) war ein in Zürich beheimatetes Kammerorchester. Es wurde 1941 von dem Basler Dirigenten und Mäzen Paul Sacher gegründet und bestand bis 1992. Es war an zahlreichen Uraufführungen beteiligt. Seine erste Konzertmeisterin war die ungarische Geigerin Stefi Geyer (1941–1956), ihr folgte der australische Geiger Brenton Langbein.

## Uraufführungen (Auswahl)
- Arthur Honegger: 2. Sinfonie (1942)
- Richard Strauss: Metamorphosen für 23 Solostreicher (1946)
- Frank Martin: Petite symphonie concertante für Harfe, Cembalo, Klavier und 2 Streichorchester (1946)
  - Frank Martin: Ballade für Violoncello und kleines Orchester (1950)
  - Frank Martin: Trois danses für Oboe, Harfe, Streichquintett und Streichorchester (1970)[3]
- Hans Werner Henze: Sonata per archi (1958)
  - Hans Werner Henze: Doppio Concerto für Oboe, Harfe und Streicher (1966)
- Peter Mieg: Combray für Streichorchester (1978)
- Rolf Urs Ringger: Shelley-Songs für Tenor, Harfe und Streichorchester (1980)
- Witold Lutosławski: Doppelkonzert für Oboe, Harfe und Streichorchester (1980)
- Elliott Carter: Oboenkonzert (1987)
- Norbert Moret: Konzert für Violoncello und Orchester (1988)
- Henri Dutilleux: Mystère de l'instant für 24 Streicher, Zymbal und Schlagzeug (1989)
- Patricia Jünger: Heller Schein! für Mezzosopran, Bassklarinette, Streicher und Schlagzeug (1989)
- Wolfgang Rihm: Dunkles Spiel für 4 Schlagzeuger und kleines Orchester (1990)

## Diskographie (Auswahl)
- Paul Sacher dirigiert Auftragswerke: Frank Martin, Bohuslav Martinů, Bela Bartók, Arthur Honegger, Igor Strawinsky, Hans Werner Henze, Erato, 1989 (LP)[4]
- Norbert Moret: Concerto pour violoncelle. Solist: Mstilav Rostropovitch, Leitung: Paul Sacher. Erato Disques/Cascavelle, 1990.
- Vivaldi, Tartini, Boccherini: Cellokonzerte. Solist: Mstilav Rostropovitch, Leitung: Paul Sacher. Deutsche Grammophon, 1978.